# Jadranska perunika
Jadranska perunika (hrvatski naziv: jadranska perunika; lat. Iris adriatica), trajnica iz porodice perunikovki iz središnje Dalmacije, hrvatski endem. Opisana je i ilustrirana 2002. godine, te izdvojena iz srodne vrste I. pseudopumila Tineo. Naime, noviji autori uglavnom se slažu da su biljke iz Dalmacije iste kao i one iz Italije. (Webb & Chater 1980, Mathew 1981, Mitić 2000). No, rezultati komparativnog morfološkog istraživanja cijelog kompleksa I. pumila, s drugim patuljastim perunikama kao što su I. pumila L. i I. attica Boiss. et Heldr., pokazalo je da su perunike iz srednje Dalmacije potpuno drugačije, morfološki manje od polovice veličine u većini značajki od tipične talijanske I. pseudopumila i moraju se odvojiti od I. pseudopumila i opisati kao nova vrsta, usko endemična je za Hrvatsku. Glavne karakteristike I. adriatica su: patuljasta stabljika (dužine 1-3 (5) cm), nježni i uski listovi duži od stabljike, zelenkaste plohe sa širokim rubovima duge kao ili malo duže od hipantijske cijevi, pojedinačni žuti ili ljubičasti cvjetovi koji prekrivaju listove, eliptične trokutne čahure (2-3 cm duge), s eliptičnim tamnosmeđim sjemenkama i brojem kromosoma 2n=16.
Jadranska perunika narodni je naziv i za dalmatinsku peruniku Iris pseudopallida.

## Vanjske poveznice
|  | Zajednički poslužitelj ima još gradiva o temi Iris adriatica |
|  | Wikivrste imaju podatke o taksonu Iris adriatica             |